# Gibbagnathia europalothrix
Gibbagnathia europalothrix is een pissebed uit de familie Gnathiidae. De wetenschappelijke naam van de soort is voor het eerst geldig gepubliceerd in 1994 door Cohen & Poore.